# Johannes Schmoelling

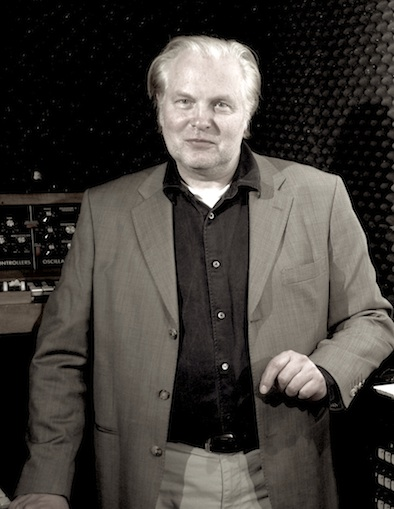
Johannes Schmoelling

Johannes Schmoelling (* 9. November 1950 in Lohne) ist Organist, Tonmeister, Komponist & Musiker, war Mitglied der Musikgruppen Tangerine Dream, LOOM und aktuell S-A-W.

## Leben
Johannes Schmoelling erlernte mit acht Jahren das Klavierspielen. Später befasste er sich mit Kirchenorgeln und war mit 14 bereits Organist einer katholischen Kirchengemeinde. Er absolvierte ein Tonmeisterstudium an der Hochschule der Künste in Berlin. Nach einem Job als Tonmeister in einem Theater wechselte er zur Gruppe Tangerine Dream. Während dieser Zeit entstanden diverse Studio- und Live-Alben sowie bekannte Soundtracks wie Thief, The Keep und Legend. 1985 verließ er Tangerine Dream und startete eine Solo-Laufbahn.
Im Jahr 2000 gründete er sein eigenes Plattenlabel Viktoriapark Records. 2005 erschien eine neue Zusammenarbeit mit Edgar Froese unter dem Namen Tangerine Dream, die allerdings nur überarbeitete, vorher unveröffentlichte Aufnahmen aus dem Jahr 1983 enthielt.
2007 veröffentlichte Schmoelling eine Zusammenstellung, die seine ersten 20 Jahre als Solo-Musiker abdeckt: „Images and Memory“.
Nach weiteren Solo-Alben in den Jahren 2008, 2009 und 2011 spielte er von 2011 bis 2016 zusammen mit Jerome Froese (Ex-Tangerine Dream) und Rob(ert) Waters (Musiker und Produzent aus Berlin, bürgerlich Robert Wässer) in der Formation LOOM, die jeweils drei EPs und Alben veröffentlichte.
Seit 2019 spielt Schmoelling zusammen mit Kurt Ader und Robert Waters (Ex-LOOM) in dem Trio S-A-W (Schmoelling - Ader - Waters), das 2020 sein erstes Album Iconic veröffentlichte.
2023 veröffentlichte S.A.W. (Label M.I.G.) ihr zweites Album HYDRAGATE. Andreas Merz wurde das vierte Bandmitglied. Seine Aufgabe war vor allem die visuelle Umsetzung der Musik.
Im September 2024 startete die S.A.W. Tour  - from Tangram, TANGERINE DREAM to Hydragate, S.A.W. -.
2020 jährte sich die Gründung von Schmoellings eigenem Plattenlabel. Hierzu erschien die Jubiläums-CD 20, auf der Schmoelling vier Duette einspielte, zwei mit seinem Sohn Jonas Behrens und jeweils eines mit Kurt Ader von S-A-W und Lambert Ringlage.

## Diskografie
| - Wuivend Riet (Erdenklang, 1986) - The Zoo Of Tranquility (Theta, 1988) - White Out (Polydor, 1990) - Lieder Ohne Worte - Songs No Words (Erdenklang, 1995) - The Zoo Of Tranquility (new version) (Erdenklang, 1998) - White Out (edition 2000) (Viktoriapark, 2000) - Recycle Or Die (Viktoriapark, 2003) - Instant City (Viktoriapark, 2006) - Images And Memory (An Anthology) (Viktoriapark, 2007) - Early Beginnings (Viktoriapark, 2008) - A Thousand Times (Viktoriapark, 2009) - The Zoo Of Tranquility 1988 (Viktoriapark, 2010) - Time And Tide (Viktoriapark, 2011) - A Thousand Times Part 2 (Viktoriapark, 2016) - Songs No Words 2017 - Lieder Ohne Worte (Viktoriapark, 2017) - Diary Of A Common Thread (Viktoriapark, 2017) - Zeit ⚭ ? (2-CD + DVD, Live, m. Robert Waters) (Viktoriapark, 2019) - Iter Meum (Viktoriapark, 2022) | - Kyoto (zus. m. Edgar Froese als Tangerine Dream) (Eastgate, 2005) - The Immortal Tourist (zus. m. Robert Waters) (Viktoriapark, 2018) - 20 (EP-CD, zus. m. Jonas Behrens, Kurt Ader u. Lambert Ringlage) (Viktoriapark, 2020) - 21 (zus. m. Kurt Ader, Jonas Behrens, Jerome Froese, Andreas Merz, Lambert Ringlage und Robert Waters) (Viktoriapark, 2021) - Der Zaubergeiger Settembrini (zus. m. Martin Burckhardt) (Deutsche Grammophon, 1989) - Die Geschichte der Dinge (zus. m. Martin Burckhardt) (1993) - Laufen (zus. m. Dirk Josczok) (Viktoriapark, 2002) - Weltmärchen - Weltmusik (2-CD) (zus. m. Hubertus von Puttkamer) (Viktoriapark, 2004) |

### Bands
| - Iconic (Viktoriapark, 2020) - The Art Of ICONIC (DVD) (Viktoriapark, 2021) - Hydragate ( M.I.G., 2023 ) | LOOM (Jerome Froese, Johannes Schmoelling & Robert Waters) EPs 100 001 (Moonpop, 2011) 200 002 (Viktoriapark, 2013) 300 003 (Moonpop, 2016) Studio The Tree Hates The Forest (CD) (Viktoriapark, 2013) Live Scored (2-CD) (Viktoriapark, 2012) Years In Music (2-CD) (Viktoriapark, 2016) |

#### TANGERINE DREAM (Chris Franke, Edgar Froese & Johannes Schmoelling)
| - Tangram (1980) - Exit (1981) - White Eagle (1982) - Hyperborea (1983) - Le Parc (1985) - Thief (1981) - Wavelength (1983) - Risky Business (1984) - Flashpoint (1984) - Firestarter (1984) - Heartbreakers (1985) - Legend (1986) - The Park Is Mine (1986) - The Keep (1997/1999) | - Quichotte (1981, nur in der DDR erschienen) - Logos - Live At The Dominion (1982) - Poland - The Warsaw Concert (1984) - Pergamon (1986, internationale Wiederveröffentlichung von Quichotte) - Sohoman (Live In Sydney 1982) (1999) - The Bootleg Box Set Vol. 2 (2004) - Aachen - January 21st 1981 (2004) - Paris - February 2nd 1981 (2004) - Sydney - February 22nd 1982 (2004) - Preston - November 5th 1980 (2006) - The Official Bootleg Series Volume Two (2016) - The Official Bootleg Series Volume Three (2019) |